# Houston Stars
Gli Houston Stars furono un club calcistico statunitense di Houston (Texas) che giocò solo due stagioni nel calcio professionistico, nel biennio 1967-1968. Si sciolse dopo aver disputato la stagione d'esordio della North American Soccer League.
La squadra disputò l'unica edizione del campionato dell'USA-United Soccer Association (in pratica la NASL con un diverso nome, ma che conservava il diritto a fregiarsi del campionato di Prima Divisione su riconoscimento della FIFA) nel 1967: quell'edizione della Lega fu disputata utilizzando squadre europee e sudamericane in rappresentanza di quelle della USA, che non avevano avuto tempo di riorganizzarsi dopo la scissione che aveva dato vita al campionato concorrente della National Professional Soccer League I; la squadra di Houston fu rappresentata dai brasiliani del Bangu, formazione di Rio de Janeiro, ma non arrivò ai playoff.
Neppure nel 1968, anno del primo campionato della NASL, la squadra raggiunse i play-off. Inoltre, nonostante le quasi 20.000 presenze di media per gara che ne avevano fatto la squadra con il miglior seguito nel 1967, nella NASL l'affluenza calò a poco più di 3.000 spettatori per partita, cosa questa che indusse i proprietari del club a porre fine all'avventura della franchise di Houston nel calcio professionistico nordamericano.

## Allenatori
- Martim Francisco (1967)
- Géza Henni (1968)